# Шаги истории
Шаги истории — календарная стенгазета формата А0 с приведёнными на ней заметками о значимых исторических событиях, происходивших в указанные дни в истории России. Каждая заметка сопровождается иллюстрацией, каждый выпуск газеты — высказыванием известных людей об истории. Была создана в Новосибирске активистами движения «Родительское Всероссийское Сопротивление». По состоянию на 2015 год распространяется во всех крупных городах России, СНГ и даже в ЛНР и ДНР.

## Описание
Изначально газета представляла собой плакат формата А0 с приведёнными краткими описаниями значимых, по мнению авторов, событий из истории России.
Каждая газета содержит события для одной недели и содержит семь тем, каждая тема на один день (исключениями являются тематические спецвыпуски, например такие, как выпуск ко дню космонавтики 2015 года).
В дальнейшем формат несколько изменился. Теперь газета выходит раз в месяц в виде четырёх плакатов:
- События с 1-го числа месяца по 15-е
- События с 16-го числа по конец месяца
- Два спецвыпуска
  - События Великой Отечественной войны, произошедшие в данный месяц
  - Специальная тема (в 2014—1015 годах это была «Наука в истории Отечества», в 2015—2016 — «Культура в истории Отечества»)

Газета, согласно замыслу авторов, предназначена для вывешивания в школах, лицеях и других учебных заведениях и является красочным и ярким пособием для воспитания в детях и подростках гордости за историю России. Однако материалы газеты оказались настолько профессионально подобранными, что плакаты нашли своё место также и на стенах библиотек.
В газете приводятся статьи на даты из всего диапазона истории России, включая советский период. Авторы придерживаются линии, согласно которой не следует давать в газете различные интерпретации исторических событий и их оценки, а давать только факты, хотя признают, что полностью избежать оценок не удаётся, в этом случае они стараются дать объективные оценки событиям и избежать ситуаций, когда читатели газеты должны стыдиться своей истории.

## Финансирование
С начала своего существования газета издавалась в крупных городах России на собственные средства активистов РВС и распространялась бесплатно. Работы по созданию и вёрстке газеты выполнялись самими активистами РВС. В 2015 году РВС подало заявку на грант в общество «Знание» и выиграло его. С 2015 года газета издаётся на средства, полученные из гранта. Распространяется газета также бесплатно.

## Распространение
По словам активистов РВС, газета распространяется адресно. В каждой школе местные активисты связываются с директором школы и предлагают разместить в школе данную стенгазету. Каждый директор самостоятельно принимает решение о размещении.

## Конфликты
8 апреля 2015 года журналистка Татьяна Александрова сообщила на своей странице в Facebook, что обнаружила в школе, где учатся её дети (город Санкт-Петербург), стенгазету «Шаги Истории», обвинив авторов газеты в политической пропаганде.
9 апреля на сайте Фонтанка.ру Ксения Клочкова опубликовала статью «Кургиняна заметили в школах», где она обвинила создателей стенгазеты в прославлении Сталина, искажении истории.
После этого последовали серии статей на сайтах «Новой газеты», «Эха Москвы», Радио «Свобода» и т. п.. В качестве обвинителей стенгазеты также выступили Николай Сванидзе, Борис Вишневский и Александр Кобринский, депутаты петербургского парламента от фракции «Яблоко».
13 апреля руководитель РВС Мария Мамиконян опубликовала открытое письмо, в котором сообщила о ведущейся информационной кампании против стенгазеты и ответила по девяти пунктам, по которым в либеральной прессе шли обвинения в сторону авторов стенгазеты.
14 апреля РВС ответило статьёй с кратким обзором обвинений на своём сайте.
В ответ на волну поношений в адрес стенгазеты со стороны либеральных СМИ активисты начали акцию по сбору благодарностей и отзывов от сотрудников школ и лицеев.
Сотни деятелей культуры и науки подписали открытое обращение в поддержку стенгазеты, в котором действия оппонентов "Шагов истории" в СМИ, законодательной и исполнительной власти были названы травлей. По итогам скандала суммарный тираж стенгазеты увеличился примерно на 20%.